# HATS-25
HATS-25, TOI-843 — одиночная звезда в созвездии Гидры на расстоянии около 1559 световых лет (около 478 парсек) от Солнца. Видимая звёздная величина звезды — +13,097m. Возраст звезды определён как около 7,5 млрд лет.
Вокруг звезды обращается, как минимум, одна планета.

## Характеристики
HATS-25 — жёлтый карлик спектрального класса G2V. Масса — около 0,994 солнечной, радиус — около 1,19 солнечного, светимость — около 1,163 солнечной. Эффективная температура — около 5696 K.

## Планетная система
В 2016 году командой астрономов, работающих в рамках обзора HATSouth, было объявлено об открытии планеты HATS-25 b.